# Долно-Ботуш'є
Долно-Ботуш'є (мак. Долно Ботушје) — село у Північній Македонії, входить до складу общини Македонський Брод Південно-Західного регіону.
Населення — 34 особи (перепис 2002), за етнічним складом — усі македонці.